# Eulophia ibityensis
Eulophia ibityensis är en orkidéart som beskrevs av Rudolf Schlechter. Eulophia ibityensis ingår i släktet Eulophia och familjen orkidéer. Inga underarter finns listade i Catalogue of Life.